# ادوارد زنوفکا
ادوارد زنوفکا (روسی: Эдуард Григорьевич Зеновка؛ زادهٔ ۲۶ آوریل ۱۹۶۹) ورزشکار پنج‌گانه مدرن اهل روسیه است.
وی در مسابقات کشوری و بین‌المللی در مجموع برندهٔ ۲ مدال نقره، ۱ مدال برنز شده‌است.